# Tamarisksångare
Tamarisksångare (Curruca mystacea), även kallad östlig sammetshätta, är en fågel i familjen sylvior inom ordningen tättingar som förekommer i västra Asien. Tillfälligt har den setts i Europa i Grekland och Italien. IUCN kategoriserar den som livskraftig. 

## Kännetecken

### Utseende
Tamarisksångaren är rätt lik den vida spridda och västligare sammetshättan (Curruca melanocephala), därav det tidigare namnet östlig sammetshätta, med hos hanen mörkt huvud och grå rygg, och hos båda könen röd ögonring. Denna art är dock något mindre (12–13 centimeter i kroppslängd) och har kortare stjärt. Hanen skiljer sig genom att vara svart endast på främre delen av hjässan som bakåt mot nacken gradvis övergår i grått. Kroppsidorna är mer vitaktiga än grå och den har ofta en skär ton på strupe och bröst. Honan är ljusare och jämnare sandbrun ovan även hona sammetshätta utan kontrasterande grått huvud, diffusare tertialkanter och ljusare näbb.

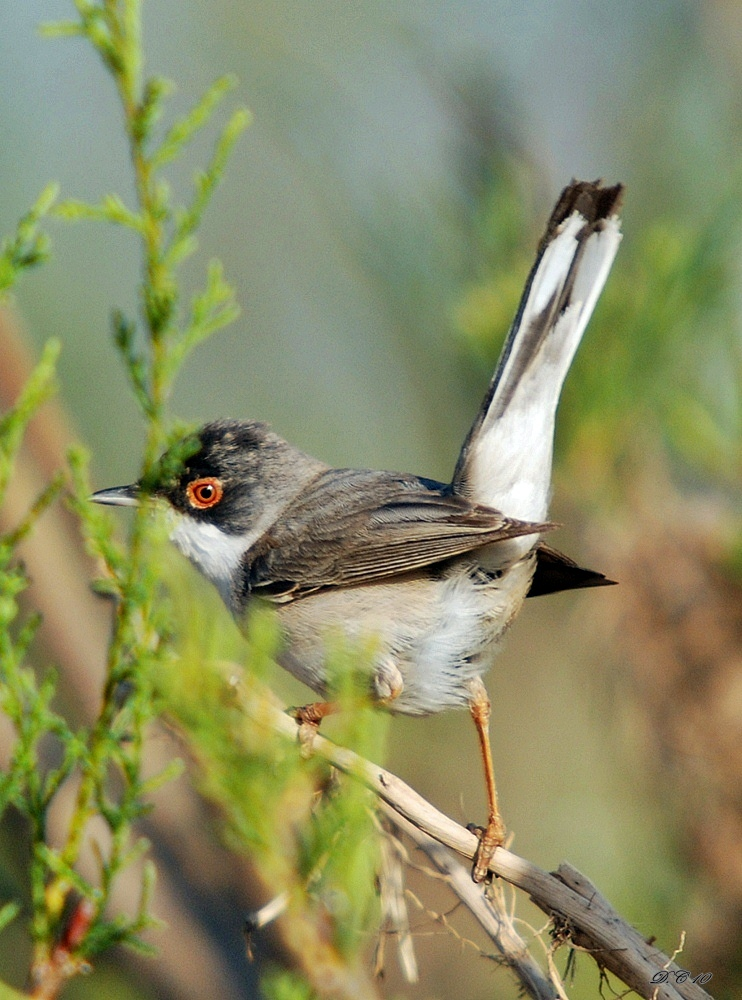
Hane tamarisksångare.

### Läten
Arten lockar dels med ett sammetshättelikt "tseck" men också med ett helt avvikande sparvtjatter. Den puttriga och pladdriga sången är lik sammetshättans, men har hackigare rytm och är lite långsammare.

## Utbredning och systematik
Tamarisksångaren häckar i Mellanöstern och Centralasien och övervintrar i nordöstra Afrika. Den delas in i tre underarter med följande utbredning:
- mystacea – häckar från Transkaukasien och nordöstra Turkiet till nedre Volga, övervintrar i nordöstra Afrika
- rubescens – häckar från Libanon och sydöstra Turkiet till Irak och sydvästra Iran, övervintrar i nordöstra Afrika
- turcmenica – häckar från Iran till norra Afghanistan och västra Tadzjikistan, övervintrar i nordöstra Afrika

Arten har påträffats tillfälligt i Europa på i Grekland och Italien, i Spanien samt på Cypern.

### Släktskap och släktestillhörighet
Arten placeras traditionellt i släktet Sylvia. Genetiska studier visar dock att Sylvia består av två klader som skildes åt för hela 15 miljoner år sedan. Sedan 2020 delar BirdLife Sverige och tongivande internationella auktoriteten International Ornithological Congress (IOC) därför upp Sylvia i två skilda släkten, varvid tamarisksångaren förs till Curruca. Även eBird/Clements följde efter 2021. Genetiken visar att tamarisksångaren är systerart till atlassångaren (C. deserticola), men endast avlägset släkt med den liknande sammetshättan.

## Ekologi
Tamarisksångare häckar från slutet av april till juli i buskmark (gärna som namnet avslöjar i tamarisk) eller öppen skog med undervegetation i torr och höglänt terräng. Den påträffas även utmed vattendrag och i kanten av palmlundar.
Båda könen bygger tillsammans det djupa skålformade boet av kvistar och gräs. Det placeras från marken upp till maximalt 70–90 centimeter upp i gräs, en buske eller ett litet träd. Fågeln lägger fyra till sex ägg som ruvas i elva till 13 dagar. Båda könen både ruvar och matar ungarna, både i boet och när de är flygga efter nio till tolv dagar.
Arten lever huvudsakligen av insekter och insektslarver. Utanför häckningstid kan den också inta bär, frukt och frön.

## Status och hot
Arten har ett stort utbredningsområde och en stor population med stabil utveckling. Utifrån dessa kriterier kategoriserar IUCN arten som livskraftig (LC).

## Namn
Fågeln kallades tidigare östlig sammetshätta, men blev tilldelat ett nytt officiellt svenskt namnn av BirdLife Sveriges taxonomikommitté, för att betona att den trots likheten ej alls är nära släkt med sammetshättan.